# Plágium
Plágiumnak vagy plagizálásnak nevezik azt a cselekedetet, ha valaki egy másik ember (az eredeti szerző) munkáját saját publikált munkájában hivatkozás, forrás- vagy szerzőmegjelölés nélkül felhasználja, azt sajátjaként tünteti fel, és ezzel az eredeti szerző jogait sérti.
A plágium fogalmát különböző értelemben használják. Egyesek szerint a plágium nem jár feltétlenül szerzői jog megsértésével (pl. diplomamunkában hivatkozás nélküli idézés olyan műből, aminek a védelmi ideje lejárt, tehát közkincs), és a szerzői jog megsértése sem feltétlenül plágium (pl. jogvédett műből az idézést meghaladó mértékű felhasználás forrásmegjelöléssel).[forrás?]

## A szó eredete
A szó eredete a latin plagiare, ami azt jelenti, hogy "gyermeket vagy rabszolgát rabolni", a plagiarius jelentése emberrabló, lélekkufár.
A szerzői jog bitorlóit már az ókorban is megvetették. Az 1. században élt Martialis olyan gyermekhez hasonlította versét, amely gyermekrabló, plagiarius kezébe került. Az irodalomban a plágium kifejezés a 18. században terjedt el.

## Története
Régebben főleg irodalmi művek és zeneművek vonatkozásában merült fel, és voltak belőle híres plágiumbotrányok vagy ügyek. Manapság az internet adta lehetőségek a plagizálást a mindennapok gyakori eseményévé tették, hiszen számtalan lehetőség van mások írásainak feltűnés nélküli átvételére, amely törvénytelen eszközzel főleg a különböző oktatási intézmények nem szorgalmas, de találékony diákjai élnek.
Ezért számos oktatási intézmény irányelvekben foglal állást arról, hogy mit szabad és mit nem szabad mások írásaiból átvenni, illetve mi a helyes módja mások szellemi termékei beépítésének, felhasználásának.
A plagizálás olyan kiterjedt mértékben folyik világszerte, hogy jelentős perek is zajlanak ebben a témában, sőt szoftvereszközök is születtek a plágium felderítésére, kinyomozására. Ezt a tevékenységet plágiumkeresésnek nevezik. Több szoftver is létezik a piacon, az egyik neves termék az iskolán kívüli oktatással igen széles értelemben foglalkozó Thomson Corporation cég munkája.

## Az Iliasz-pör
A magyar irodalom történetében az első plágiumper az ún. Iliasz-pör volt. Kazinczy szerette volna, ha valaki lefordítja magyarra az Iliaszt. Egy Vályi Nagy Ferenc nevű tanító ezt meg is tette. Kazinczy elküldte neki Kölcsey Iliasz-fordításának egyes részeit is, és az ezekből összerakott művet adta ki a saját nevén. Kölcsey ezen felháborodott, de Kazinczy nem értette az okát: ő úgy vélte, mindegy, ki fordította: a szerző Homérosz.